# Ljudsko vezanje
Ljudsko vezanje je proces razvoja bliskih međuljudskih odnosa. Najčešće se razvija između članova obitelji i prijatelja, ali se također može razviti i u grupama, kao što su športske ekipe ili bilo kojom prilikom kada ljudi provode vrijeme zajedno. Vezivanje je uzajamni, interaktivan proces, a nije isto što i sviđanje ili naklonost.
Vezanje se obično odnosi na proces vezanja između romantičnih partnera, bliskih prijatelja te roditelja i djece. Ovakve veze karakteriziraju emocije kao što su naklonost i povjerenje. Bilo koja dva ljudska bića koji provode vrijeme zajedno mogu stvoriti vezu. Muško vezivanje se u tom smislu odnosi na uspostavu odnosa između muškaraca kroz zajedničke aktivnosti koje najčešće isključuju žene (lov, šport i sl.). Izraz žensko vezivanje opisuje analogno stvaranje veza među ženama kroz aktivnosti koje isključuju muškarce.